# Kwas etakrynowy
Kwas etakrynowy (łac. acidum etacrynicum) – wielofunkcyjny organiczny związek chemiczny. Należy do środków moczopędnych typu diuretyków pętlowych.
Jest lekiem bardzo toksycznym. Powodowane przez niego uszkodzenie słuchu może być nieodwracalne. W przeciwieństwie do pozostałych stosowanych diuretyków pętlowych nie ma budowy sulfonamidowej i może być stosowany u chorych wykazujących nadwrażliwość na sulfonamidy.
Wskazania są takie same jak dla pozostałych diuretyków pętlowych. Kwas etakrynowy jest obecnie w lecznictwie stosowany bardzo rzadko.
Preparaty dostępne na świecie:
- Uregyt